# Loi électorale italienne de 1993
La loi électorale italienne de 1993 (en italien : Legge elettorale italiana del 1993), surnommée alternativement la loi Mattarella (en italien : Legge Mattarella) et Mattarellum, est le système électoral de la République italienne entre 1993 et 2005 pour l'élection de la Chambre des députés et du Sénat de la République.
Approuvé à l'initiative du député Sergio Mattarella, à qui il doit son surnom, ce système électoral est constitué de deux lois, qui tiennent compte des conséquences du référendum d'avril 1993 en renonçant à la proportionnelle intégrale de la loi de 1946. Le Mattarellum institue un mode de représentation mixte, fondé sur l'élection de 75 % de chaque chambre au scrutin uninominal majoritaire à un tour et une compensation proportionnelle — nationale à la Chambre et régionale au Sénat — pour les 25 % restants à pourvoir.
Cette loi conduit à l'émergence de deux coalitions électorales, l'une de centre droit autour de Silvio Berlusconi et l'autre de centre gauche qui rassemble les héritiers du PCI et de la DC. Elle n'empêche ni l'éclatement du Parlement ni l'instabilité gouvernementale.
À quelques mois des élections de 2006, elle est abrogée par la majorité de centre droit et remplacée par le Porcellum.

## Approbation
Lors du référendum abrogatif d'avril 1993, la loi électorale du Sénat est modifiée de telle manière qu'elle passe d'une proportionnelle de fait à un scrutin plurinominal majoritaire.
Prenant acte de la volonté des électeurs de renoncer à un système électoral de proportionnelle quasi-intégrale, le Parlement adopte — sur proposition du député de Sicile et ancien ministre démocrate chrétien Sergio Mattarella — deux nouvelles lois électorales. Après leur promulgation par le président de la République Oscar Luigi Scalfaro, elles entrent en vigueur le 4 mai 1993.
Elles prennent le surnom de Mattarellum en 1995 sur une idée du politologue Giovanni Sartori, qui dénonce l'illusion de l'inspirateur du projet de créer un système majoritaire au travers d'un droit électoral qu'il qualifie alors de « Minotaure ».

## Fonctionnement

### Pour la Chambre des députés
Les députés sont élus pour un mandat de cinq ans au scrutin uninominal majoritaire à un tour dans 475 collèges électoraux — dont la Vallée d'Aoste — et au scrutin proportionnel de Hare dans 26 circonscriptions plurinominales qui ne dépassent pas les frontières régionales.
Le jour du vote, l'électeur dispose de deux bulletins : le premier lui permet de voter pour un candidat de son collège électoral — qui s'est apparenté à une liste de circonscription — et le second exprime un vote proportionnel. À l'issue du dépouillement, dans chaque collège est proclamé élu le candidat qui a reçu le plus grand nombre de suffrages exprimés. Au niveau national, les 155 sièges restants sont répartis à la proportionnelle d'Hondt entre les partis ayant reçu au moins 4 % des suffrages exprimés, puis ils sont distribués dans chaque circonscription en tenant compte des suffrages recueillis.
Afin d'accorder un caractère correctif au scrutin proportionnel, la loi prévoit le système du « morcellement » (en italien : scorporo) : une fois que les listes admises à la répartition sont établies, celles dont des candidats apparentés ont été élus au scrutin uninominal se voient retrancher (pour chaque collège électoral gagné) un nombre de suffrages équivalant à la différence de voix entre le député élu et le candidat arrivé deuxième. Le morcellement est dit partiel (en italien : scroporo parziale) car le vote majoritaire et proportionnel sont disjoints, ce qui peut limiter l'effet correctif de la proportionnelle.

### Pour le Sénat de la République
Les sénateurs sont élus pour un mandat de cinq ans au scrutin uninominal majoritaire à un tour dans 232 collèges électoraux — dont la Vallée d'Aoste — et au scrutin proportionnel d'Hondt dans 19 circonscriptions plurinominales, qui correspondent aux autres régions.
Le jour du vote, l'électeur dispose d'un seul bulletin : son suffrage pour un candidat est automatiquement attribué à la liste auquel le candidat s'est apparenté régionalement. À l'issue du dépouillement, dans chaque collège est proclamé élu le candidat qui a reçu le plus grand nombre de suffrages exprimés. Au niveau régional, un total de 83 sièges est réparti à la proportionnelle d'Hondt en additionnant par liste le total des voix des candidats battus dans les collèges. Sont élus sénateurs ceux ayant obtenu le meilleur pourcentage des suffrages exprimés.
Au Sénat, le morcellement est dit total (en italien : scorporo totale) car l'impossibilité pour l'électeur de séparer son vote majoritaire et son vote proportionnel constitue une véritable compensation.

## Applications
La mise en œuvre du Mattarellum amène le centre gauche et le centre droit à se rassembler en coalitions afin de conquérir un maximum de voix au scrutin uninominal.

### Le détournement de 2001
Opposée au système du scorporo, la Maison des libertés (CDL) de Silvio Berlusconi présente aux élections générales de 2001 une liste nommée « Abolition du morcellement » (en italien : Abolizione scorporo) à laquelle un grand nombre des candidats uninominaux s'apparente. Ainsi, leurs suffrages ne sont pas décomptés des différents partis formant la CDL, ce qui annule l'effet compensatoire de la proportionnelle. Pour éviter d'être lésé, L'Olivier de Francesco Rutelli forme donc la liste « Pays nouveau » (en italien : Nuovo Paese) pour appliquer la même stratégie.
Ensemble, elles ne réunissent que 0,16 % des suffrages exprimés alors qu'elles font élire 360 députés apparentés. Cela génère d'ailleurs l'impossibilité de pourvoir à l'intégralité des sièges : la liste du parti Forza Italia (FI) se voit accorder 62 sièges à la proportionnelle mais seuls 55 candidats s'y étaient apparentés (contre 100 à la liste Abolizione scorporo). La Cour suprême de cassation repêche alors sept candidats défaits, cinq issus de la FI et deux du centre gauche. Toutefois, la législature démarre avec seulement 619 députés : 11 des 60 élus de Forza Italia à la proportionnelle sont des multi-élus (en italien : plurieletti), c'est-à-dire qu'ils ont postulé avec succès dans plusieurs circonscriptions plurinominales. Leur vacance ne sera finalement jamais pourvue et la Chambre de la XIVe législature ne se réunira jamais au complet.

## Abrogation
Le 4 octobre 2005, le président du Conseil des ministres Silvio Berlusconi menace de déclencher une crise de gouvernement si sa majorité n'approuve pas une loi rétablissant la représentation proportionnelle. En deux mois, députés et sénateurs approuvent une nouvelle loi électorale, qui entre en vigueur le 31 décembre.
Ce texte, qui institue une proportionnelle tempérée par une prime de majorité nationale à la Chambre des députés et régionale au Sénat de la République, est qualifiée de « porcherie » (en italien : Porcata) par son auteur, le ministre Roberto Calderoli. Le politologue Sartori la surnomme alors « Porcellum ».